# Rough Sea at Dover
Rough Sea at Dover er en britisk stumfilm fra 1895 af Birt Acres.